# Premi Erwin Schrödinger
El premi Erwin Schrödinger s'atorga a científics que treballen a Àustria i reconeix l'excel·lència en els grans assoliments en les àrees de recerca representades per la Divisió de Matemàtiques i Ciències Naturals de l'Acadèmia de Ciències d'Àustria.
L'Acadèmia ret homenatge a assoliments científics de tota la vida o a un accions excepcionals que va donar lloc a resultats notables en l'àrea de recerca corresponent o més enllà de l'àmbit disciplinari. Les nominacions poden ser presentades pels membres titulars de l'Acadèmia de Ciències d'Àustria o membres a l'estranger. El premi en metàl·lic són 15.000 € anuals, pagats en mensualitats.
El premi es va establir el 1958 i el primer guardonat va ser l'investigador que porta el nom al premi, Erwin Schrödinger,

## Premiats
- 2017 Francesca Ferlaino
- 2016 Ortrun Mittelsten Scheid i Jürgen Sandkühler
- 2015	Michael Wagner i Jiri Friml
- 2014	Denise P. Barlow
- 2013	Nick Barton
- 2012	Jürgen Knoblich
- 2011	Gerhard A. Holzapfel
- 2010	Walter Kutschera
- 2009	Bernd Mayer
- 2008	Georg Wick
- 2007	Georg Brasseur i Thomas Jenuwein
- 2006	Rainer Blatt
- 2005	Franz Dieter Fischer i Rainer Kotz
- 2004	Anton Stütz i Jakob Yngvason
- 2003	Erwin S. Hochmair i Hildegunde Piza
- 2002	Ekkehart Tillmanns
- 2001	Bernhard Kräutler i Siegfried Selberherr
- 2000	Erich Gornik i Hans Troger
- 1999	Johann Mulzer
- 1998	Peter Zoller
- 1997	Werner Lindinger i Thomas Schönfeld
- 1996	Alfred Kluwick
- 1995	Heinz Gamsjäger i Jürgen Hafner
- 1994	Tilmann Märk i Heide Narnhofer
- 1993	Benno F. Lux i Oskar F. Olaj
- 1992	Josef F.K. Huber
- 1992	Karlheinz Seeger
- 1991	Siegfried J. Bauer
- 1991	Willibald Riedler
- 1990	Karl Kordesch i Manfred W. Breiter
- 1989	Johannes Pötzl
- 1988	Wolfgang Kummer i Fritz Paschke
- 1987	Edwin Franz Hengge i Franz Seitelberger
- 1986	Walter Majerotto i Horst Wahl
- 1985	Adolf Neckel i Karl Schlögl
- 1984	Leopold Schmetterer i Josef Zemann
- 1983	Peter Schuster i Josef Schurz
- 1982	Othmar Preining
- 1981	Kurt Komarek
- 1980	Hans List i Peter Klaudy
- 1979	Heinz Parkus
- 1978	Edmund Hlawka i Günther Porod
- 1977	Viktor Gutmann i Helmut Rauch
- 1976	Herbert W. König i Ferdinand Steinhauser
- 1975	Richard Kieffer i Erwin Plöckinger
- 1974	Otto Hittmair i Peter Weinzierl
- 1973	Hans Tuppy
- 1972	Paul Urban i Fritz Regler
- 1971	Richard Biebl
- 1970	Erika Cremer
- 1969	Walter Thirring
- 1968	Hans Nowotny
- 1967	Berta Karlik i Gustav Ortner
- 1966	Georg Stetter
- 1965	Fritz Wessely
- 1964	Otto Kratky
- 1963	Ludwig Flamm i Karl Przibram
- 1962	Marietta Blau
- 1960	Erich Schmid
- 1958	Felix Machatschki
- 1956	Erwin Schrödinger